# Tethytimea
Tethytimea is een geslacht van sponzen uit de klasse van de gewone sponzen (Demospongiae). 

## Soort
- Tethytimea tylota (Hentschel, 1912)